# Kasteel van Terbiest
Het Kasteel van Terbiest is een kasteel aan Terbiest te Melveren in de gemeente Sint-Truiden in Belgisch Limburg.

## Geschiedenis
Terbiest is een oude heerlijkheid, reeds vermeld in de 13e eeuw. Omstreeks 1490 kwam het aan de familie De Blocquerie, en het was Christoffel de Blocquerie die in 1627 het waterkasteel deed bouwen, dat in kern nog aanwezig is in het huidige kasteel.
In 1905 kocht de familie Vanslype-Wyers het goed, en begon daar een fabriek, met onder meer een mouterij en een destilleerderij. In 1949 werd het goed door de Belgische Staat aangekocht. Er werd een Rijksland- en Tuinbouwschool in gevestigd, het latere Hoger Rijksinstituut voor Technisch Onderwijs. In 1951 werden kasteel en park gerestaureerd.

## Gebouwen
Het oostelijk gedeelte, een L-vormig gebouw met inrijpoort, is van 1627. De poort heeft een toren, voorzien van een klokvormige spits met windvaan. Het poortgebouw staat centraal in het gebouw, rechts een L-vormig bakstenen gebouw, en links een tweede vleugel, die aansluit op een hoger woongebouw dat echter van recenter datum is in traditionalistische bouwstijl, vermoedelijk 19e-eeuws. In dit gebouw vindt men een gevelsteen, voorstellende Sint-Joris, uit 1420. Deze is afkomstig uit de nabijgelegen Sint-Joriskapel, die zich in het nabijgelegen park bevindt en in 1951 naar dit huis werd overgebracht.
Het kasteel is opgetrokken in baksteen, met diverse versieringen, hoekbanden en dergelijke in mergelsteen.
Het geheel bevindt zich in een park, waarin zich vijvers bevinden en ook een deel der grachten nog bewaard is gebleven. Voorts is er een beeldentuin. Dit alles staat bekend als Domein Terbiest.